# Myrsine reynelii
Myrsine reynelii là một loài thực vật thuộc họ Myrsinaceae. Đây là loài đặc hữu của Peru.